# موز (إقليم فرنسي)

موقع اقليم موز

موز (بالفرنسية: Meuse) هو إقليم فرنسي، يقع في شمال شرق لفرنسا، سمي باسم موز نسبة لنهر موز.

## تاريخ الإقليم
إقليم موز هو واحد من الأقاليم الـ 83 التي تتشكل منها فرنسا، تم إنشاؤه أثناء الثورة الفرنسية يوم 4 مارس 1790، أنشئت من جزء من منطقة بارويس السابقة (منطقة بار لو دوك الحالية)، والأسقفيات الثلاثة (منطقة فردان الحالية).
وكان إقليم موز واحد من ساحات القتال الكبيرة في الحرب العالمية الأولى، وكانت أكبر المعارك الهامة في عام 1916 في فردان.

## جغرافية الإقليم
إقليم موز هو جزء من المنطقة الحالية لورين ويحيط بها الأقاليم الفرنسية التالية: آردن (بالفرنسية:Ardennes)، مارن (بالفرنسية:Marne)، مارن العليا (بالفرنسية:Haute-Marne)، فوسيغ (بالفرنسية:Vosges)، مورت موزيل (بالفرنسية:Meurthe-et-Moselle)، وبلجيكا على الشمال.
أهم الأنهر في إقليم موز:
- نهر ميز.
- نهر إير.
- نهر شيرز.
- نهر أورناين.
- نهر ساوكس.
- نهر أورغ.
- نهر فايز.
- نهر أوغنون.

## سكان الإقليم
انخفض عدد سكان إقليم موز بشكل كبير منذ القرن 19 الميلادي، بسبب الهجرة من الريف إلى المدن، يبلغ عدد سكان الإقليم 192,198 نسمة.

## معرض صور

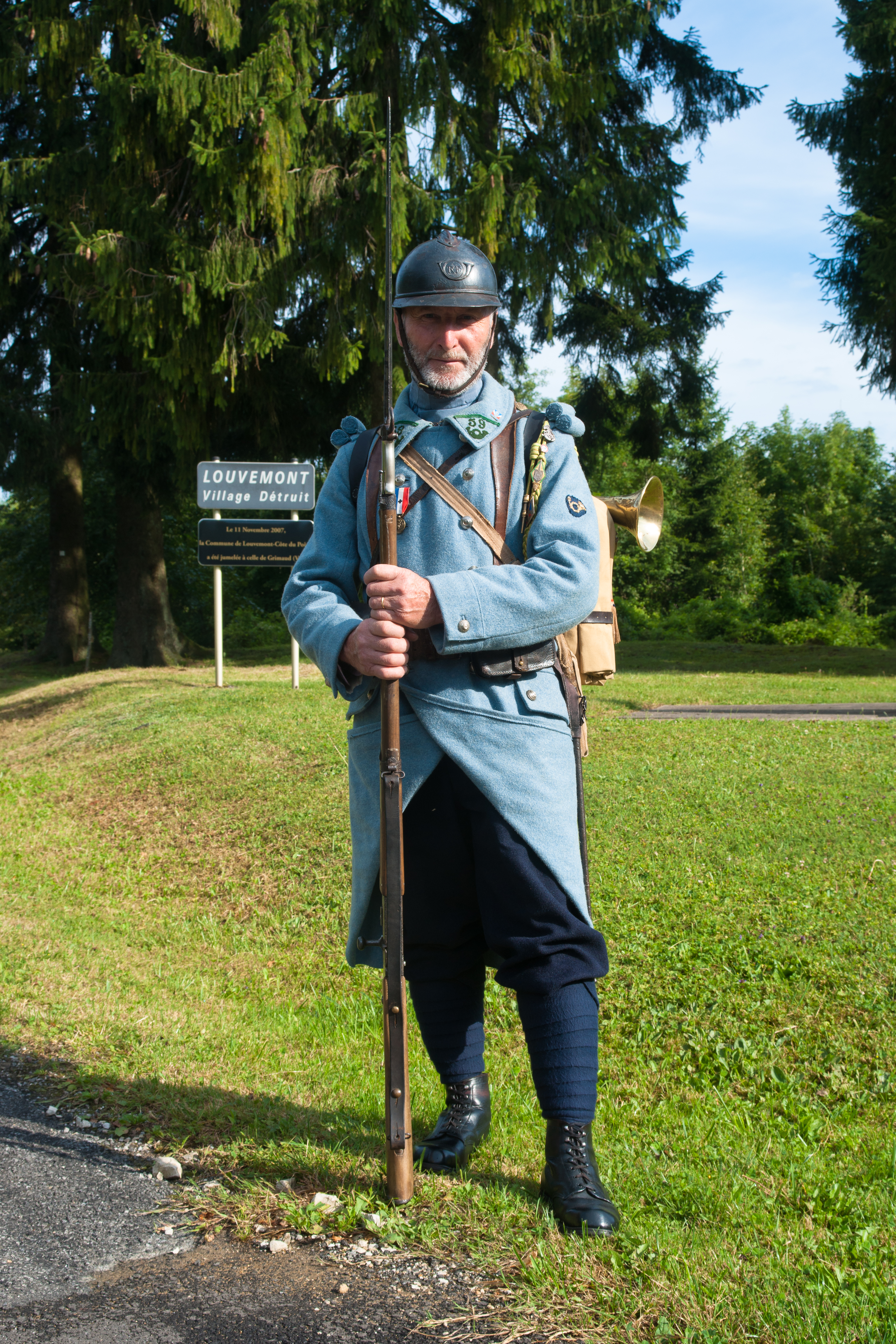
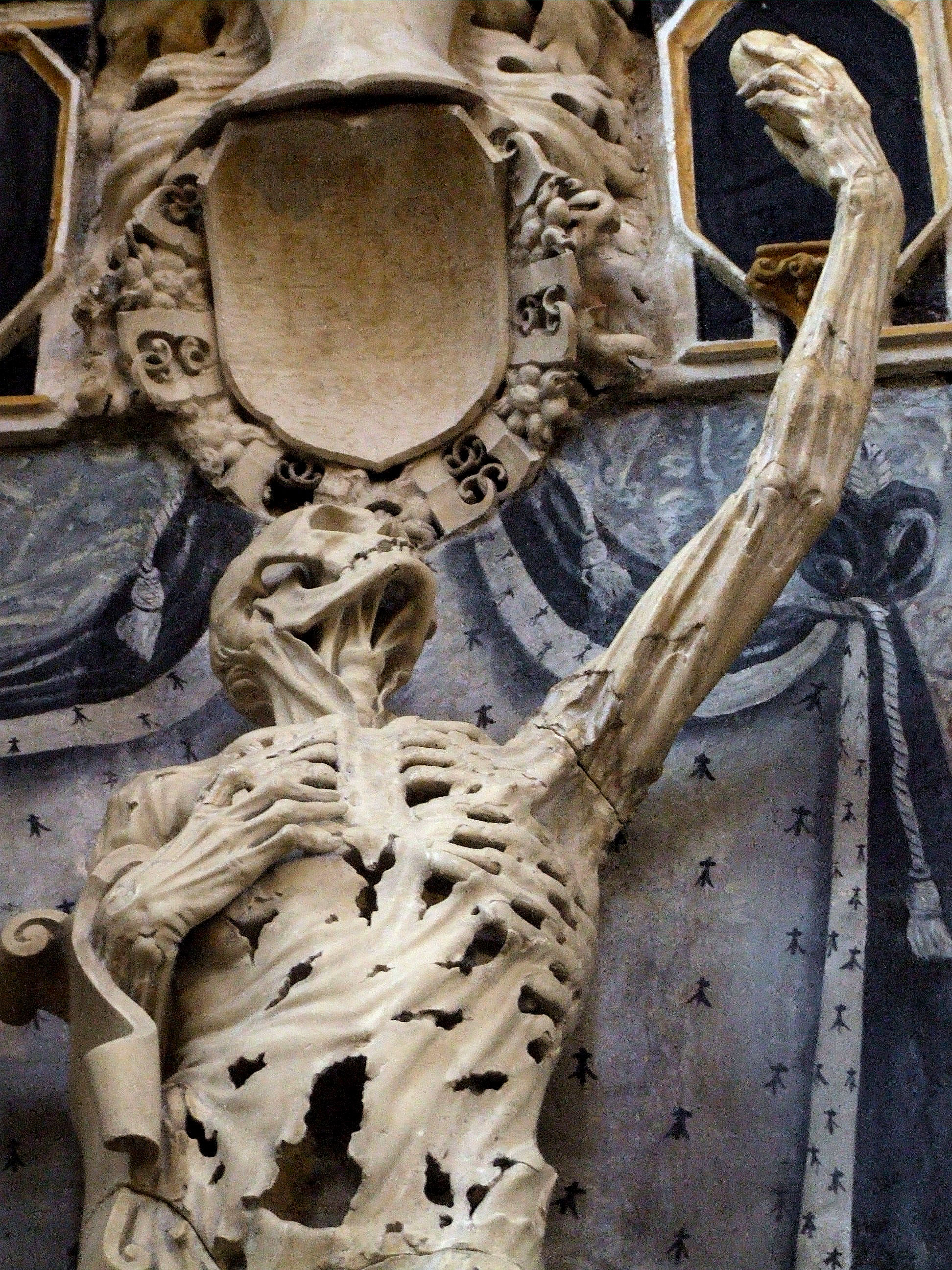
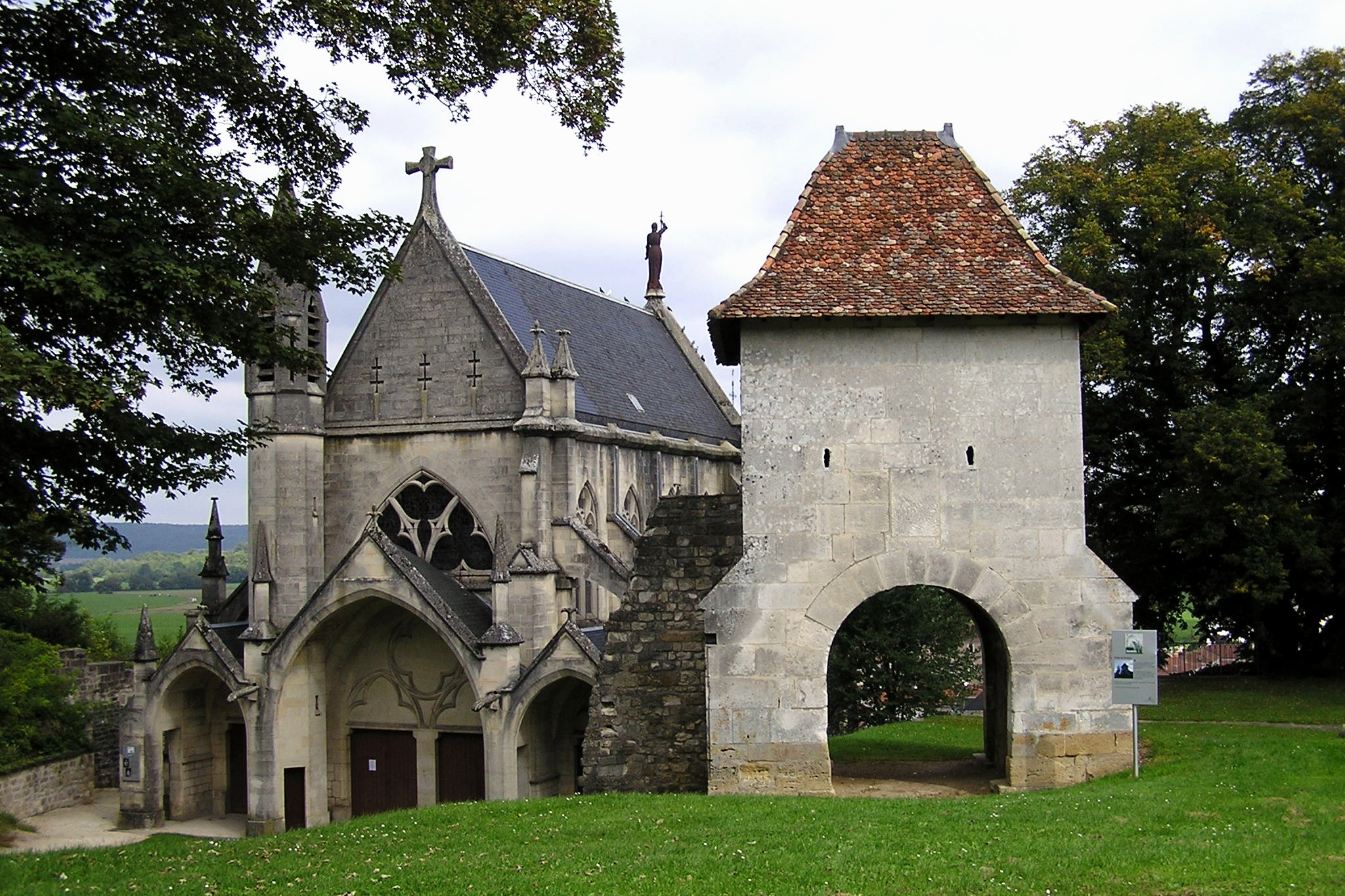
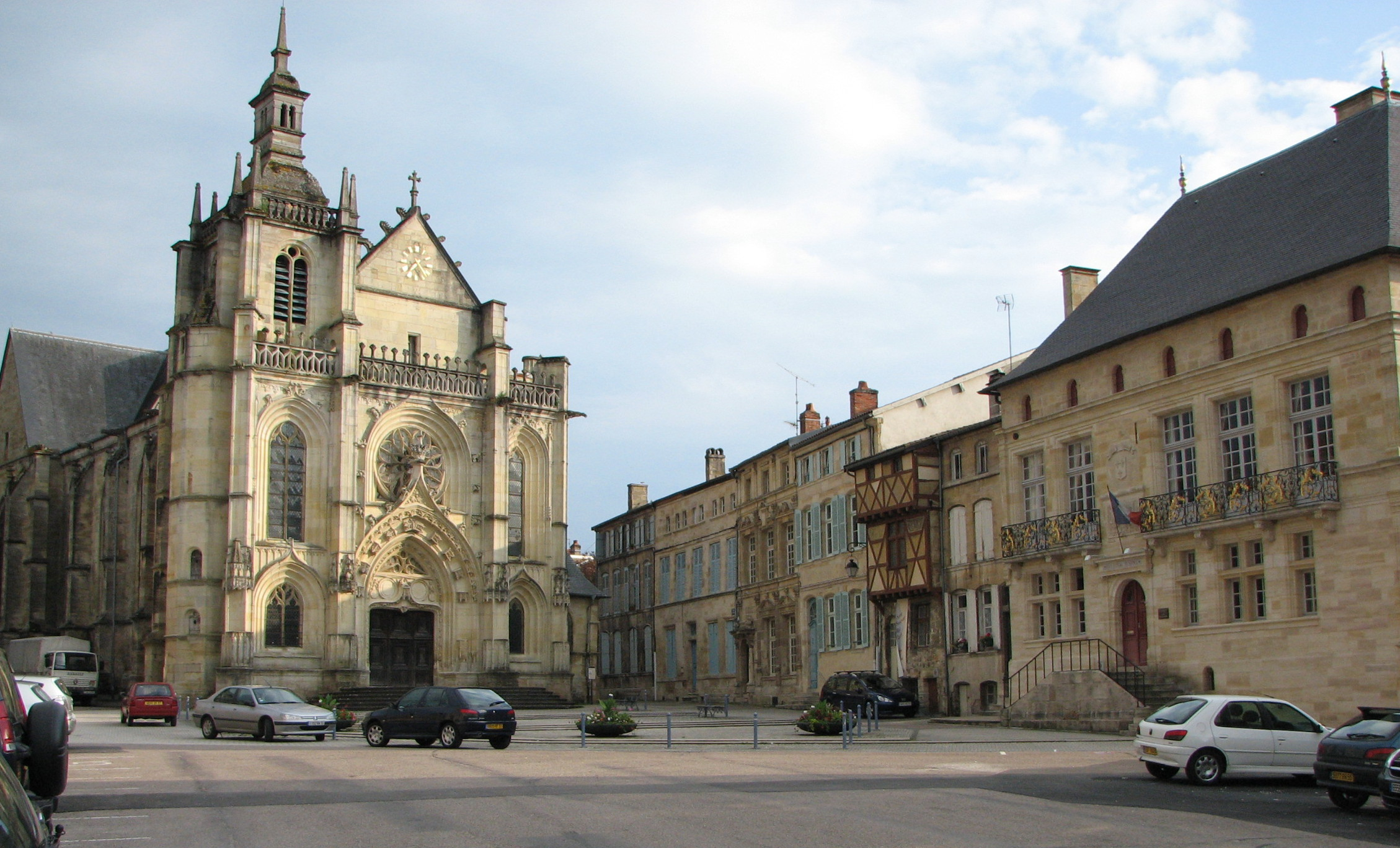
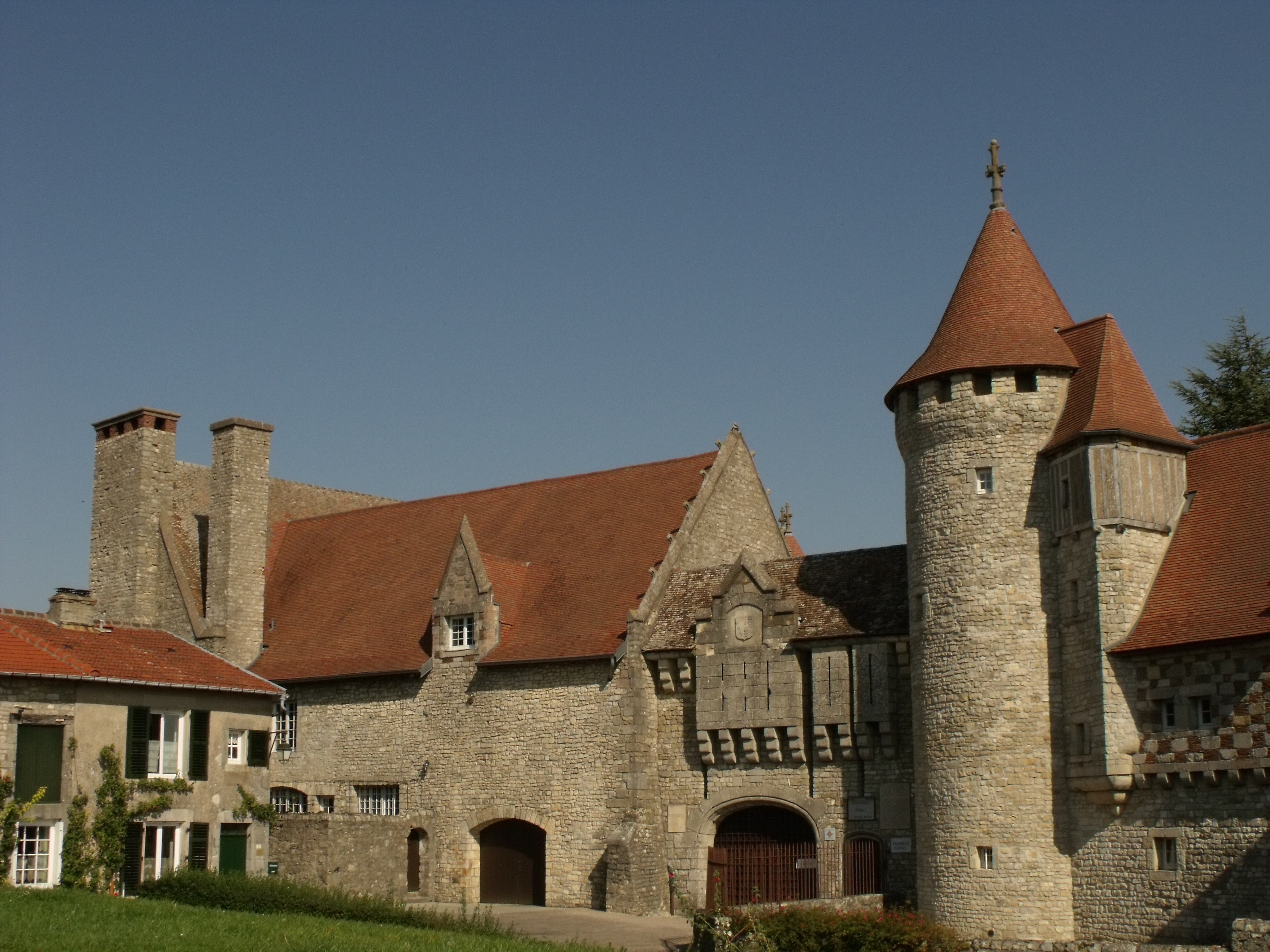

## أعلام
- ماكسيم لينوار